# 僱主組織
僱主組織是指由僱主組成的組織，與由僱員組成的工會相對。僱主組織通常是由同一行業的僱主，基於共同利益而自發組織的社會團體，主要會就政府有關勞工的政策提供代表僱主的意見。